# 亞歷山德羅·黑默勒

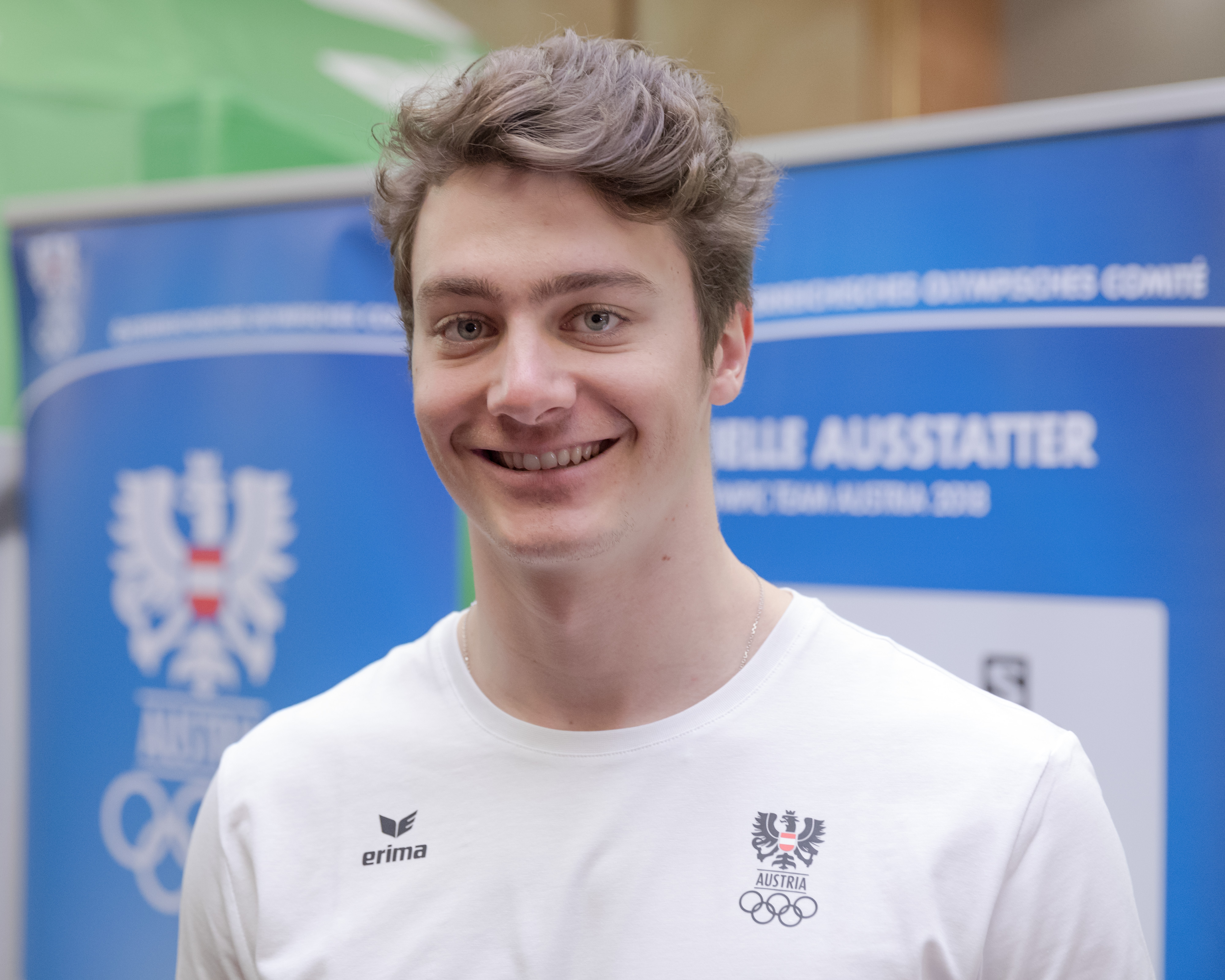
亚历山德罗·黑默勒，2018年

亞歷山德羅·黑默勒（德語：Alessandro Hämmerle，1993年7月30日—），奧地利單板滑雪運動員，他代表奧地利隊參加了中國舉行的2022年冬季奧林匹克運動會，並且在男子障礙追逐比賽上獲得金牌。